# Вольцоген, Альфред фон
Барон Альфред фон Вольцоген (полное имя Карл Август Альфред вон Вольцоген-унд-Нойхаус, нем. Karl August Alfred Freiherr von Wolzogen und Neuhaus; 27 мая 1823, Франкфурт-на-Майне — 13 января 1883, Сан-Ремо) — немецкий театральный деятель. Сын генерала Людвига фон Вольцогена.
В юности испытал значительное влияние поэта Августа Тиме, дружившего с его отцом. Изучал право в 1841—1844 гг. в Берлинском и Гейдельбергском университетах. Затем поступил на прусскую государственную службу, работал чиновником министерства внутренних дел. В 1852—1853 гг. совершил длительное путешествие по Европе. В 1854—1867 гг. на административной работе в Бреслау. В большей степени, однако, интересовался искусством, музыкой, театром. В 1851 г. подготовил издание мемуаров своего отца, затем — четыре тома творческого наследия отца своей первой жены Карла Фридриха Шинкеля (1862—1864) вместе с собственной книгой «Шинкель как архитектор, художник и философ искусства» (нем. Schinkel als Architekt, Maler und Kunstphilosoph; 1864). Напечатал книгу очерков «Путешествие в Испанию» (нем. Reise nach Spanien; 1857), книгу об отношениях Фридриха Шиллера с родственниками (нем. Schillers Beziehungen zu Eltern und Geschwistern und zu der Familie v. Wolzogen; 1858, на основании переписки Шиллера, которую ему предоставила дочь поэта), сборник статей «О театре и музыке» (нем. Über Theater und Musik; 1860), исследование «О сценической постановке „Дон Жуана“ Моцарта» (нем. Über die szenische Darstellung von Mozarts ›Don Giovanni‹; 1860), книги о Рафаэле (1865), певице Вильгельмине Шрёдер-Девриент (1863), композиторе Петере Корнелиусе (1867).
В 1867 г. назначен директором придворного театра герцогства Мекленбургского в Шверине, занимал эту должность на протяжении 15 лет. Первой значительной работой Вольцогена в Шверине стала постановка моцартовского «Дон Жуана» с новой редакцией либретто, за ней последовал спектакль по «Сакунтале» Калидасы, для которого Вольцоген сам написал инсценировку.
Сыновья — либреттист и музыкальный журналист Ганс фон Вольцоген и писатель Эрнст фон Вольцоген.